# Emiliano Sala
Emiliano Raúl Sala Taffarel, född 31 oktober 1990 i Cululú i provinsen Santa Fe, död 21 januari 2019 nära Alderney i Engelska kanalen, var en argentinsk fotbollsspelare som skulle spela för Cardiff City.
Sala omkom i en flygolycka, 28 år gammal.

## Karriär
I juli 2015 värvades Sala av Nantes, där han skrev på ett femårskontrakt. Den 19 januari 2019 värvades Sala av Cardiff City, där han skrev på ett 3,5-årskontrakt.

## Försvinnande
Den 22 januari 2019 rapporterades det att det flygplan Sala färdades i hade försvunnit över Engelska kanalen. Flygplanet, av typen Piper Malibu, försvann från radarskärmarna ca 20.30 den 21 januari under en flygning från Nantes till Cardiff. Den 24 januari 2019 blev det känt att Guernsey-polisen inte skulle fortsätta att leta efter planet.
Den 28 januari 2019 meddelades planer för en undervattensökning att börja "inom en vecka", med hjälp av en fjärrstyrd undervattensfarkost för att söka ett område av havsbotten vid Hurd's Deep. Planet hittades den 3 februari 2019 på botten av Engelska kanalen.
Den 7 februari kom uppgifterna att Emiliano Sala dog i flygolyckan.